# Hindsiclava hertleini
Hindsiclava hertleini é uma espécie de gastrópode do gênero Hindsiclava, pertencente a família Pseudomelatomidae.